# Gaëtan Paturel
Gaëtan Paturel (* 28. September 2003 in Annecy, Haute-Savoie) ist ein französischer Biathlet. Er gewann 2025 eine Medaille bei Europameisterschaften.

## Sportliche Laufbahn
Gaëtan Paturel gab sein internationales Debüt bei den Junioreneuropameisterschaften 2022 auf der Pokljuka-Hochebene und gewann im Einzel hinter Blagoj Todew und Nicolò Betemps auf Anhieb die Bronzemedaille. Auch am Europäischen Olympischen Jugendfestival nahm er teil und ergatterte mit der Mixedstaffel die Goldmedaille. Nach einer Saison ohne internationale Einsätze feierte der Franzose zu Beginn des Winters 2023/24 seinen Einstand im IBU-Junior-Cup, zum Saisonende lief er auch erstmals im IBU-Cup und erzielte in Obertilliach einen 17. Rang. Deutlich verbessern konnte sich Paturel in der Saison 2024/25. Sein erstes Top-10-Ergebnis erreichte er in Geilo mit Rang sechs im Einzel, in Obertilliach lief er auf Platz sieben im Massenstart und stieg mit der Mixedstaffel erstmals aufs Podest. Auch an den Europameisterschaften nahm der Franzose teil und wurde Elfter des Sprints, an der Seite von Théo Guiraud-Poillot, Oscar Lombardot und Rémi Broutier gewann er zudem Bronze im Herrenstaffelrennen. Kurz darauf bestritt er seine zweiten Juniorenweltmeisterschaften teil und gewann gemeinsam mit Voldiya Galmace-Paulin, Amandine Mengin und Edgar Geny Silber in der Mixedstaffel. Kurz vor Saisonende erreichte er in Otepää mit der Mixedstaffel einen weiteren Podestplatz, in der IBU-Cup-Gesamtwertung belegte er den achten Rang.

## Statistiken

### Juniorenweltmeisterschaften
Ergebnisse bei den Juniorenweltmeisterschaften:
| Weltmeisterschaften | Weltmeisterschaften | Einzelwettbewerbe | Einzelwettbewerbe | Einzelwettbewerbe | Einzelwettbewerbe | Staffelwettbewerbe | Staffelwettbewerbe |
| Jahr                | Ort                 | Einzel            | Sprint            | Verfolgung        | Massenstart 60    | Herrenstaffel      | Mixedstaffel       |
| ------------------- | ------------------- | ----------------- | ----------------- | ----------------- | ----------------- | ------------------ | ------------------ |
| 2022                | Soldier Hollow      | 29.               | –                 | –                 | N/A               | –                  | N/A                |
| 2025                | Östersund           | 6.                | 5.                | N/A               | 7.                | –                  | 2.                 |